# Malin Levenstad
Eva Malin Sofia Levenstad (* 13. September 1988 in Vellinge) ist eine ehemalige schwedische Fußballspielerin und -trainerin.

## Karriere

### Verein
Zwischen 2005 und 2014 bestritt Levenstad für Malmö FF und dessen Nachfolger LdB FC Malmö über 100 Spiele in der Damallsvenskan. In den Jahren 2010, 2011 und 2013 konnte sie mit Malmö die schwedische Meisterschaft gewinnen. Zur Saison 2014 wechselte Levenstad leihweise zum Ligakonkurrenten AIK Fotboll Dam und beendete danach ihre aktive Karriere.

### Nationalmannschaft
Ihr Debüt in der schwedischen Nationalmannschaft gab Levenstad im Februar 2008 bei einem Freundschaftsspiel gegen Norwegen. Mit der schwedischen Nationalmannschaft nahm sie an den Olympischen Spielen 2012 teil, blieb während des Turniers jedoch ohne Einsatz.

## Erfolge
- Schwedische Meisterschaft 2010, 2011, 2013